# 鄂城碘泡虫
鄂城碘泡虫（学名：Myxobolus ochengensis）为碘泡科碘泡虫属的动物。在中国，分布于湖北等，营寄生生活，寄生在鲫的肾。